# Temple Mardévirin
Ne doit pas être confondu avec Temple de Petit Bazar.
Le temple Patley Karly, Kovil Moutoussamy Sangly est un temple hindouiste de l'île de La Réunion, département d'outre-mer français dans le sud-ouest de l'océan Indien. Construit fin des années 1958 par Maurice SINAMA riche entrepreneur du Petit Bazar. Situé rue du Petit Bazar, à Saint-André, il relève du quartier de Petit Bazar, ce qui explique qu'il soit parfois appelé, comme un autre édifice voisin, temple de Petit Bazar. Il est inscrit en totalité au titre des monuments historiques depuis le 17 septembre 2010,.